# María Soledad Cisternas
María Soledad Cisternas Reyes (geb. 4. November 1959 in Santiago de Chile) ist eine chilenische Juristin und Aktivistin für Behindertenrechte. Cisternas, die während ihrer College-Zeit von einer Sehbehinderung betroffen wurde, arbeitete sowohl in ihrer Heimat als auch international für eine verbesserte Teilhabe von Behinderten. Sie war Mitglied der Antragskommission für die UN-Behindertenrechtskonvention und wurde 2017 UN-Sondergesandte für Menschen mit Behinderung und Barrierefreiheit (engl.: Special Envoy on Disability and Accessibility).

## Herkunft und Ausbildung
Cisternas wurde 1959 in Santiago geboren. Im Alter von 14 Jahren wurde bei ihr eine Retinitis pigmentosa diagnostiziert. Sie studierte an der Pontifical Catholic University of Chile Rechtswissenschaften und schloss als Master in Politikwissenschaften ab. Während ihrer Collegezeit verschlechterte sich ihr Sehvermögen kontinuierlich, aber sie verbarg ihre Einschränkungen vor Lehrern und Klassenkameraden.

## Karriere
Cisternas wurde Rechtsanwältin und Behindertenrechtsaktivistin. 2000 entwickelte sie ein Behindertenrechte-Programm an der Universidad Diego Portales  in Santiago, wo sie bis 2000 die Abteilung für Behindertenrecht der juristischen Fakultät leitete. 2001 war sie Mitglied eines Juristenteams, das eine Klage für die Belange der Gehörlosen-Community anstrengte, um die Einbindung von Gebärdensprache und Untertitelung im chilenischen Fernsehen zu erreichen. Cisternas gründete eine Vereinigung namens Corporación Pro Ayuda al Débil Visual (COPRADEV) und leitete diese als Präsidentin.
2006 arbeitete Cisternas in einem Ad-hoc-Komitee mit, das die UN-Behindertenrechtskonvention formulierte, die noch 2006 von der UN-Generalversammlung in New York verabschiedet wurde, 2008 in Kraft trat und heute von 185 Staaten ratifiziert ist (Stand November 2022). Einige Jahre leitete sie das Committee on the Rights of Persons with Disabilities, das die Umsetzung der Konvention überwachte.
Am 21. Juni 2017 wurde Cisternas von UN-Generalsekretär António Guterres zur UN-Sondergesandten für Menschen mit Behinderung und Barrierefreiheit ernannt. Die UN betont, dass über 1 Mrd. Menschen irgendeine Form einer Behinderung haben, also 15 % der Weltbevölkerung betroffen sind, und dass bei allen zwischenzeitlich erreichten Fortschritten immer noch eine erhebliche Lücke zwischen den Vereinbarungen und den täglichen Erfahrungen behinderter Personen besteht.
2021 kandidierte Cisternas für die Verfassunggebende Versammlung Chiles, war aber nicht erfolgreich. Die von der Versammlung ausgearbeitet neue Verfassung wurde bei einem Referendum im September 2022 abgelehnt.

## Auszeichnungen
- 1999 Estrella de la Esperanza Latinoamericana (dt.: Stern der lateinamerikanischen Hoffnung) in Kolumbien
- 2008 Internationale Auszeichnung Por la Igualdad y la no discriminación (dt.: Für Gleichberechtigung und Nichtdiskriminierung) in Mexiko.
- 2008 Distinción de la Cámara de Diputados der chilenischen Abgeordnetenkammer
- 2008 Preis der Nationalen Vereinigung der Sonderpädagogen Chiles
- 2009 Elena-Caffarena-Preis zum Internationalen Frauentag in Chile.
- 2009 Distinción del Senado des chilenischen Senats
- 2014 Menschenrechtspreis des Instituto Nacional de Derechos Humanos de Chile